# Леонов Олексій Іванович
Олексій Іванович Леонов (1902 — 1972) — начальник військ зв'язку міністерства оборони СРСР у 1958—1970 рр., маршал військ зв'язку (1961).

## Біографія
У РСЧА з 1918 року. Брав участь у громадянській війні в Росії.
Після війни помічник начальника штабу кавалерійського полку, працював у штабі дивізії.
З 1932 року у військах зв'язку, начальник зв'язку стрілецького корпусу. У 1938 році закінчив Військову електротехнічну академію.
У 1940—1942 роках начальник відділу, опісля управління зв'язку Забайкальського військового округу (фронту). З 1942 року заступник начальника і начальник військ зв'язку ряду фронтів, зокрема Південно-Західного та згодом 3-го Українського.
З 1946 року перебував на наступних посадах: начальника військ зв'язку військового округу, управління зв'язку головнокомандувача військами Далекого Сходу, військ зв'язку ВПС Радянської армії, Центральних КУОС військ зв'язку, 1-го заступника військ зв'язку МО СРСР, начальника військ зв'язку Сухопутних військ.
У 1958—1970 роках начальник військ зв'язку МО СРСР.
З 1970 року в Групі генеральних інспекторів МО СРСР.